# Данглис, Панайотис
Панайо́тис Дангли́с (греч. Παναγιώτης Δαγκλής; 1853, Агринион, Греция — 9 марта 1924, Афины, Греция) — греческий военный и политический деятель, главнокомандующий греческими войсками в Первой мировой войне.

## Биография
Родился в 1853 году в городе Агринион.
В 1878 году окончил артиллерийскую академию, учился в Бельгии, по возвращении в Грецию, получил звание адъютанта французской военной миссии. Затем на различных должностях в артиллерии греческой армии.
В греко-турецкой войне 1897 года, был начальником штаба корпуса. С 1904 года на службе в генеральном штабе. В 1911 году получил звание генерал-майор и назначен начальником генштаба. Участвовал в Первой балканской войне, затем входил в греческую делегацию на мирных переговорах. В 1913 году получил звание генерал-лейтенант.
В 1914 году Данглис уходит в отставку и вступает в Либеральную партию Элефтериоса Венизелоса. В 1915 году становится военным министром и всячески поддерживает Венизелоса, (сторонника вступления в Первую мировую войну на стороне Антанты) в борьбе с королём Константином (который симпатизировал Германии). В итоге Константин отрекся от престола и бежал из страны. После вступления Греции в Первую мировую войну, Данглис был назначен командующим греческой армии. После войны вернулся к политической деятельности.
Умер в Афинах 9 марта 1924 года.